# Halmaherakungsfiskare
Halmaherakungsfiskare (Todiramphus funebris) är en fågel i familjen kungsfiskare inom ordningen praktfåglar.

## Utseende och läten
Halmaherakungsfiskaren är en distinkt, tvåfärgad kungsfiskare med en kroppslängd på 28 cm. Den har en kraftig, svart näbb samt svartaktig hjässa och likfärgade örontäckare åtskilda av ett långt, vitt streck från näbben till nacken. Undersidan är vit, liksom ett halsband, med en svart fläck på bröstsidorna. Resten av ovansidan är svartaktig till olivgrön hos hanen, olivbrun hos honan. Lätet beskrevis som ett långsamt "ki-ki-ki" eller tre högljudda, fallande ylande ljud och böljda, nasala, tvåstaviga läten.

## Utbredning och status
Fågeln förekommer på ön Halmahera i norra Moluckerna i Indonesien. Den behandlas som monotypisk, det vill säga att den inte delas in i några underarter.

## Status och hot
Arten har ett stort utbredningsområde, men tros minska i antal, dock inte tillräckligt kraftigt för att den ska betraktas som hotad. Internationella naturvårdsunionen IUCN listar arten som livskraftig (LC). Beståndet uppskattas till 15 000–25 000 vuxna individer..